# Sandemo-serien
Sandemo-serien är en bokserie på 40 böcker, skriven av Margit Sandemo.

## Böckerna i serien

### 1.  Den svarta ängeln
- Originaltitel:
- Utgivningsår: 1981

### 2.  Skogen har många ögon
- Originaltitel:
- Utgivningsår:

### 3.  Nattens tårar
- Originaltitel:
- Utgivningsår:

### 4.  Snäckan
- Originaltitel:
- Utgivningsår:

### 5.  Farlig flykt
- Originaltitel:
- Utgivningsår:

### 6.  Flickan med silverhåret
- Originaltitel:
- Utgivningsår: 1981

### 7.  Över alla gränser
- Originaltitel:
- Utgivningsår:

### 8.  Bergtagen
- Originaltitel:
- Utgivningsår:

### 9.  De vita stenarna
- Originaltitel:
- Utgivningsår:

### 10. Förhäxad
- Originaltitel:
- Utgivningsår:

### 11. Djupt inne i skuggorna
- Originaltitel:
- Utgivningsår:

### 12. Fabians brud
- Originaltitel:
- Utgivningsår:

### 13. Tre gåtor
- Originaltitel:
- Utgivningsår:

### 14. Vredens natt
- Originaltitel:
- Utgivningsår:

### 15. Under eviga stjärnor
- Originaltitel:
- Utgivningsår:

### 16. Häxor kan inte gråta
- Originaltitel:
- Utgivningsår: 1977

### 17. Häxmästarens borg
- Originaltitel:
- Utgivningsår:

### 18. Någon klagar i mörkret
- Originaltitel:
- Utgivningsår: 1998

### 19. Grav under höstlöv
- Originaltitel:
- Utgivningsår: 1993

### 20. Vargen och månen
- Originaltitel:
- Utgivningsår: 1993

### 21. Liljegårdens hemlighet
- Originaltitel:
- Utgivningsår:

### 22. Kärleken har många vägar
- Originaltitel:
- Utgivningsår:

### 23. Riddarens dotter
- Originaltitel:
- Utgivningsår: 1981

### 24. Jungfrun i dimmornas skog
- Originaltitel:
- Utgivningsår: 1993

### 25. Tornet i fjärran
- Originaltitel:
- Utgivningsår:

### 26. Guldfågeln
- Originaltitel:
- Utgivningsår:

### 27. Nyckeln
- Originaltitel:nyckeln
- Utgivningsår:

### 28. Kungabrevet
- Originaltitel:
- Utgivningsår:

### 29. Stjärntecknet
- Originaltitel: Aldebaran
- Utgivningsår:1993

### 30. Barn av ensamheten
- Originaltitel:
- Utgivningsår: 1993

### 31. Ljuset på heden
- Originaltitel:
- Utgivningsår: 1993

### 32. De tre friarna
- Originaltitel:
- Utgivningsår: 1993

### För mig finns ingen kärlek
- Originaltitel:
- Utgivningsår:

### Svar till "ensam"
- Originaltitel:
- Utgivningsår:

### Kyrkan vid havet
- Originaltitel:
- Utgivningsår:

### Skuggan av en misstanke
- Originaltitel:
- Utgivningsår:

### De övergivna barnen
- Originaltitel:
- Utgivningsår:

### Sindre, min son
- Originaltitel:
- Utgivningsår:

### Kungakronan
- Originaltitel:
- Utgivningsår: 1979

### Elva dagar i snö
- Originaltitel:
- Utgivningsår: